# John Krokidas
John Krokidas, né le 1er octobre 1973 à Springfield (Massachusetts), est un réalisateur, scénariste et producteur américain, connu pour son premier film comme réalisateur, le drame biographique Kill Your Darlings (2013).

## Biographie

### Formation
- Université de New York
- Université Yale
- Tisch School of the Arts

## Filmographie

### Comme réalisateur
- 1999 : Shame No More
- 2001 : Slo-Mo
- 2013 : Kill Your Darlings
- 2014 : Black Box (série télévisée, épisodes Who Are You et Exceptional or Dead
- 2016 : Wayward Pines (série télévisée, épisode Once Upon a Time in Wayward Pines
- 2017 : Star (série télévisée)
- 2017 : American Crime (série télévisée)

### Comme scénariste et producteur
- 2013 : Kill Your Darlings